# Daigo Kobayashi
Daigo Kobayashi (jap. 小林大悟 Kobayashi Daigo; ur. 19 lutego 1983 roku w Fuji) – japoński piłkarz, reprezentant kraju.

## Kariera reprezentacyjna
Karierę reprezentacyjną rozpoczął w 2006 roku. W sumie w reprezentacji wystąpił w jednym spotkaniu.